# Глад
Вижте пояснителната страница за други значения на Глад.
Глад – състояние на организма, предизвикано от недостатъчно постъпване на вещества, необходими за поддържане на хомеостазата.

## Дефицит на отделни компоненти на храненето
Около половината от населението на планетата няма достатъчно хранителни вещества за да води здрав и пълноценен живот. Недостигът на много вещества се отразява на физическото и умствено развитие на човека.
Например, за някои страни на Африка е характерен недостигът на белтъчини, при поддържане на минималната необходима калорийност.
Много от регионите в света имат недостиг на определени химични вещества в почвата и водата, което довежда до недостатък на такива вещества в живите организми, живеещи в тези райони. Например, за България е характерно ниско съдържание на йод, което често довежда до болестни поражения на щитовидната жлеза (гуша) и нарушение на умственото развитие – кретенизъм. Много от страните в света, включително и в България, има законодателно регулиране на задължителното съдържание на някои химически вещества в определени продукти.
За да не се изпитва недостатък от химични вещества, есенциални аминокиселини и микроелементи (т. нар. скрит глад), са необходими разнообразни и пълноценни храни, смесвайки в своя режим на хранене или диета продукти от всички основни хранителни групи и в правилни съотношения, както и храни произведени в различни региони на света и доставящи специфични съставки извън асортимента на местната кухня.

## Гладът в света
По данни на Продоволствената и селскостопанската организация на ООН през 2000 – 2002 г. следните страни са имали повече от 5 млн. гладуващи:
| Индия                        | 250,4 | 23% |
| Китай                        | 142,1 | 11% |
| Бангладеш                    | 42,5  | 30% |
| Демократична република Конго | 35,5  | 62% |
| Етиопия                      | 31,3  | 40% |
| Пакистан                     | 29,3  | 19% |
| Филипини                     | 17,2  | 21% |
| Бразилия                     | 15,6  | 8%  |
| Танзания                     | 15,6  | 41% |
| Виетнам                      | 14,7  | 17% |
| Индонезия                    | 12,6  | 6%  |
| Тайланд                      | 12,2  | 19% |
| Нигерия                      | 11,0  | 8%  |
| Кения                        | 10,3  | 30% |
| Мозамбик                     | 8,5   | 43% |
| Судан                        | 8,5   | 23% |
| Северна Корея                | 8,1   | 36% |
| Йемен                        | 6,7   | 32% |
| Мадагаскар                   | 6,0   | 32% |
| Колумбия                     | 5,7   | 13% |
| Зимбабве                     | 5,6   | 43% |
| Мексико                      | 5,2   | 5%  |
| Замбия                       | 5,2   | 45% |
| Русия                        | 5,2   | 4%  |
| Ангола                       | 5,1   | 32% |
| Други страни                 | 145   | 6%  |
| Общо в света                 | 850   | 13% |

Гладът се е използвал и като оръжие от някои от най-деспотичните политически режими. В бившия Съветски съюз огромни човешки маси и територии са били подложени на принудителен глад и унищожение. В 1979 г. е учереден Всемирнен ден на продоволствието.